# Fritz Fink (Schriftsteller)
Fritz Fink (* 10. September 1893 in Römhild; † 9. Mai 1945 im Kurland) war ein deutscher Schriftsteller, Buchhändler, Antiquar und Heimatforscher von regionaler Bedeutung.

## Leben
Fritz Fink wurde im hessisch-thüringischen Grenzland geboren. Seine Kindheit und Jugend verlebte er in Römhild.
An der Universität Jena absolvierte er ein Studium der evangelischen Theologie. Mit hoher Wahrscheinlichkeit war Fink im Ersten Weltkrieg als Soldat aktiv. Nach 1918 lebte er als Buchhändler und Antiquar in Weimar. Sein erstes Geschäft befand sich am Markt, wo sich früher die bekannte Hoffmann’sche Buchhandlung befunden hat, zu deren Kunden bereits Johann Wolfgang von Goethe zählte. Fink trat schon früh als Autor, vor allem als empfindsamer Lyriker hervor. Seine Gedichtbände, die in diversen Verlagen und zuletzt im Eigenverlag veröffentlicht wurden, sind heute weitgehend vergessen.

### Buchhandlung in Weimar
In den folgenden Jahren siedelte die Fink’sche Buchhandlung, nebst Antiquariat, in den Osten Weimars in die Jenaer Str. 20 um. Das stattliche Haus hatte Fink als Wohnhaus für seine Familie, die Buchhandlung und den Verlag erworben. Den Fritz-Fink-Verlag gab es etwa seit 1919/20. Das erste Werk dürfte die Schrift Weimar und die deutsche Kultur des Literaturhistorikers Adolf Bartels gewesen sein, der ihn beraten und gefördert haben dürfte.
Als Buchhändler beschäftigte er sich intensiv mit der Geschichte seiner Wahl-Heimatstadt Weimar. Diese Arbeiten veröffentlichte er in seiner gelben Schriftenreihe Beiträge zur Geschichte der Stadt Weimar. Nach 1932 wurde der Fritz-Fink-Verlag an seine zweite Frau, Bertha Fink, überschrieben. Mit ihr, die ebenfalls im Geschäft tätig war, hatte der Geschäftsmann eine Tochter, Renate.
In dieser Zeit kam für die stadtgeschichtliche Literatur neu der Vimaria-Verlag hinzu. Von den Schriftstellern in Weimar war Fink u. a. mit Adolf Bartels, Siegfried Paris, Johannes Schlaf und Hans Severus Ziegler bekannt.

### Zeit des Nationalsozialismus
Fink war bereits zum 26. April 1926 der NSDAP beigetreten, hatte die Partei aber zum 17. August 1927 verlassen. Zum 1. Mai 1933 trat er der NSDAP erneut bei (Mitgliedsnummer 2.195.123). Nach der Machtübergabe an die Nationalsozialisten 1933 wurde Fink Landesleiter Thüringen der Reichsschrifttumskammer, Gaustellenleiter für Schrifttum in der Gauhauptstelle Kultur des Gaues Thüringen der NSDAP und Leiter der Gruppe Kunst und Literatur in der Arbeitsgemeinschaft für Weltanschauung und kulturelle Dienstgestaltung bei der SA-Gruppe Thüringen. Während des Zweiten Weltkrieges trat Fink in die deutsche Wehrmacht ein. Die aktive Verlagsproduktion fand Anfang der vierziger Jahre ihr Ende, wohl mit dem letzten Lyrikband aus seiner Feder, der Landschaft um Weimar-Tiefurt gewidmet.
Fritz Fink fiel am 9. Mai 1945 bei Kämpfen gegen die Rote Armee im Kurland-Kessel. Seine Ehefrau wurde nach 1945 von der sowjetischen Besatzungsmacht in das Speziallager Nr. 2 in Buchenwald gebracht und von dort per Bahn in die Sowjetunion verschleppt.
Zahlreiche seiner Schriften wurden in der Zeit der Sowjetischen Besatzungszone und der Deutschen Demokratischen Republik auf die Liste der auszusondernden Literatur gesetzt.

## Verlegte Werke (Auswahl)

### Geschichte
- Heinrich Gutberlet. Eine Einführung in das Schaffen des Dichters, 1930
- Von Bränden, Wassersnöten und Pestseuchen in der Stadt Weimar, 1931
- Der Frauenplan. Zur Geschichte des Weimarer Frauentorviertels, 1931
- Der Herderplatz und seine Geschichte, 1931
- Das Jakobsviertel. Die Urzelle der Weimarer Stadtentwicklung, 1931
- Alt-Weimar. Das Weimar Goethes und seine Geschichte, 1932
- Die Stadt Weimar seit Ausgang des 30jährigen Krieges bis zum Beginn der klassischen Zeit (1648-1775), 1932
- Das Stadtbild Weimars zur klassischen Zeit, 1932
- Die Stadtbefestigung. Mauern, Tore und Türme im alten Weimar, 1932
- Der Friedhof. Geschichte des derzeitigen Weimarer Friedhofs und der ehemaligen Begräbnisplätze der Stadt, 1932
- Die Straßenbezeichnungen der Stadt Weimar nach Herkunft und Bedeutung, 1932
- Das Geschäftsleben Weimars im Wandel der Zeit, 1932
- Die historischen Gast- und Raststätten der Stadt Weimar und ihre Geschichte, 1932
- Die Brunnen der Stadt Weimar, 1933
- Der Graben. Die Geschichte einer Weimarer Straße, 1933
- Der Fürstenplatz und seine Geschichte, 1933
- Aus der Geschichte des Weimarer Bäckerhandwerkes, 1933
- Zur Geschichte des Buchhandels in der Stadt Weimar, 1933
- Volksfeste und Festbräuche in der Stadt Weimar einst und jetzt, 1933
- Friedrich Johann Justin Bertuch. Der Schöpfer des Weimarer Landes-Industrie-Comptoirs (1747-1822), 1934
- Clemens Wenzeslaus Coudray. Der Baumeister des klassischen Weimar, 1934
- Carl Ludwig Fernow. Der Bibliothekar der Herzogin Anna Amalia (1763-1808), 1934
- Nebenfiguren der klassischen Zeit in Weimar, 1935

### Poesie
- Die silberne Schale. Gedichte, 1927
- Dom der Seele. Sonette, 1929
- Die große Mutter. Sonette, 1929
- Das unendliche Lied. Gedichte, 1930
- Aus goldener Fülle. Gedichte, 1931
- Die Dinge leben. Sonette, 1934
- Ruf ins Volk. Gedichte, 1935
- Kampf und Glaube. Gedichte, 1937
- Wir sind die Pflicht. Gedichte, 1938
- Deutschland, wir bauen dich auf! Gedichte, 1939
- Dein Volk und Vaterland. Gedichte, 1939
- Geliebtes Tal. Gedicht, 1941

### Sonstiges

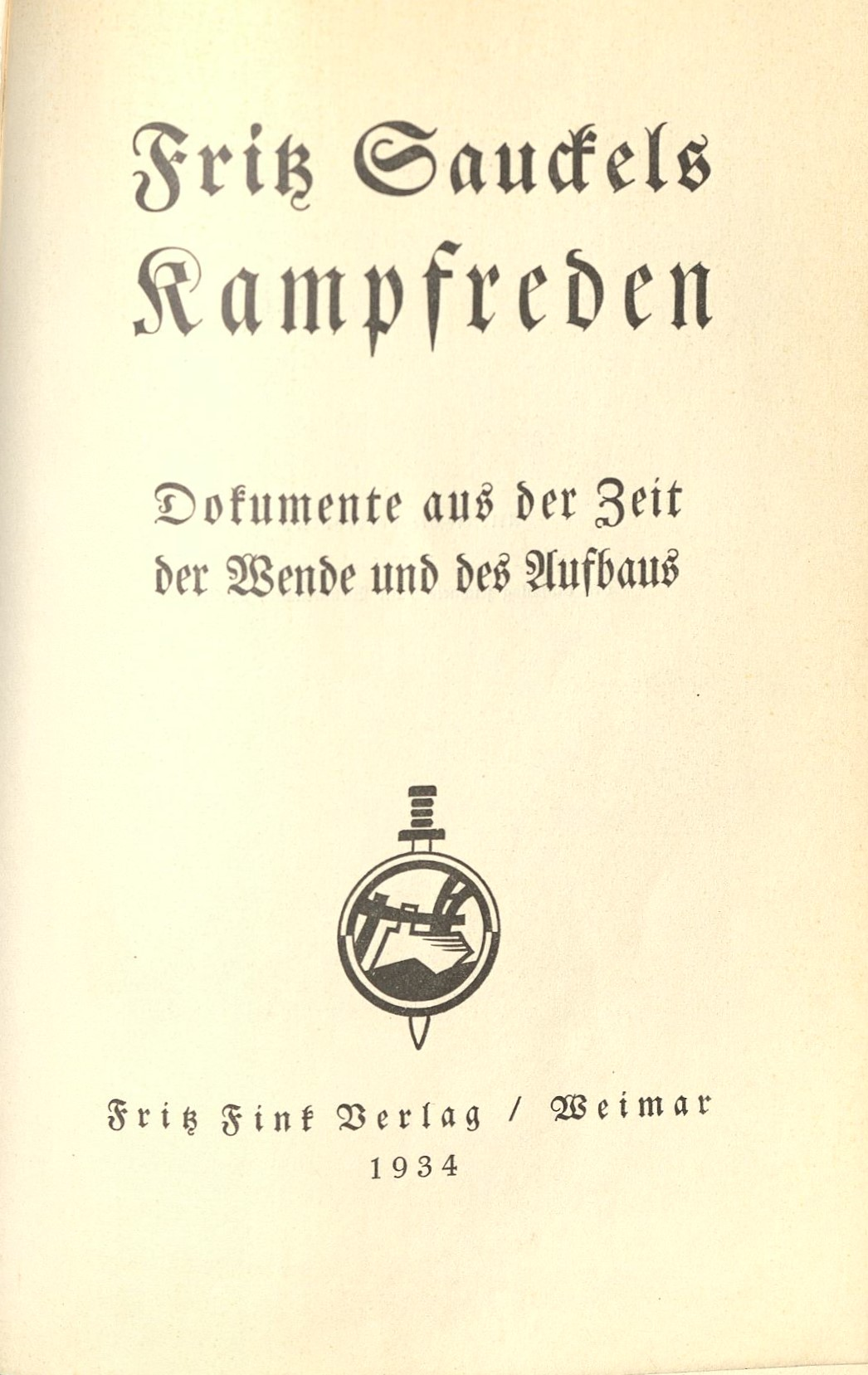
Fritz Sauckel mit einem Vorwort von Fritz Fink (1934)

- Adolf Bartels: Weimar und die deutsche Kultur, 1921 (3. erw. Auflage 1937)
- Adolf Bartels: Der völkische Gedanke. Ein Wegweiser, 1922
- Ernst Mann: Die Gattenwahl in den guten Familien. Ein Mahnwort an die deutschen Ärzte und Führer, 1927
- Johannes Schlaf Bibliographie, 1928
- Der Markt, 1931
- Thüringer Land und Volk. Heimatkalender in Wort und Bild, 1934
- (Hrsg.): Fritz Sauckels Kampfreden : Dokumente aus der Zeit der Wende und des Aufbaus. Weimar: Fink, 1934
- Das tägliche Brot. Waldgeschichten, 1938
- Adolf Bartels, ein Vorkämpfer des Rassegedankens, 1938
- Langemarck – Feldherrnhalle (Rundfunkansprache), 1938
- Elisabeth Gnade. Persönlichkeit und Werk der Dichterin. (Gedenkrede zum 75. Geburtstag), 1938